# Elisabeth Haussard
Élisabeth Haussard, née avant 1750 à Paris, où elle est morte le 3 janvier 1812, est une illustratrice scientifique et graveuse française du XVIIIe siècle.

## Biographie
Élisabeth Haussard est la fille cadette du graveur Jean-Baptiste Haussard. Elle travaille pour Robert de Vaugondy et Jacques-Nicolas Bellin , et participe, avec sa sœur aînée Catherine, à l'illustration d'ouvrages scientifiques et techniques, et se fait une spécialité dans la gravure de cartouches historiés dans lesquels s'inscrivent les titres des cartes géographiques.
Sa signature peut prendre différentes formes : « Eth Haussard », « Elth Haussard », « Elis haussard », « E. Haußard », etc.

## Galerie

Gravures d'Élisabeth Haussard
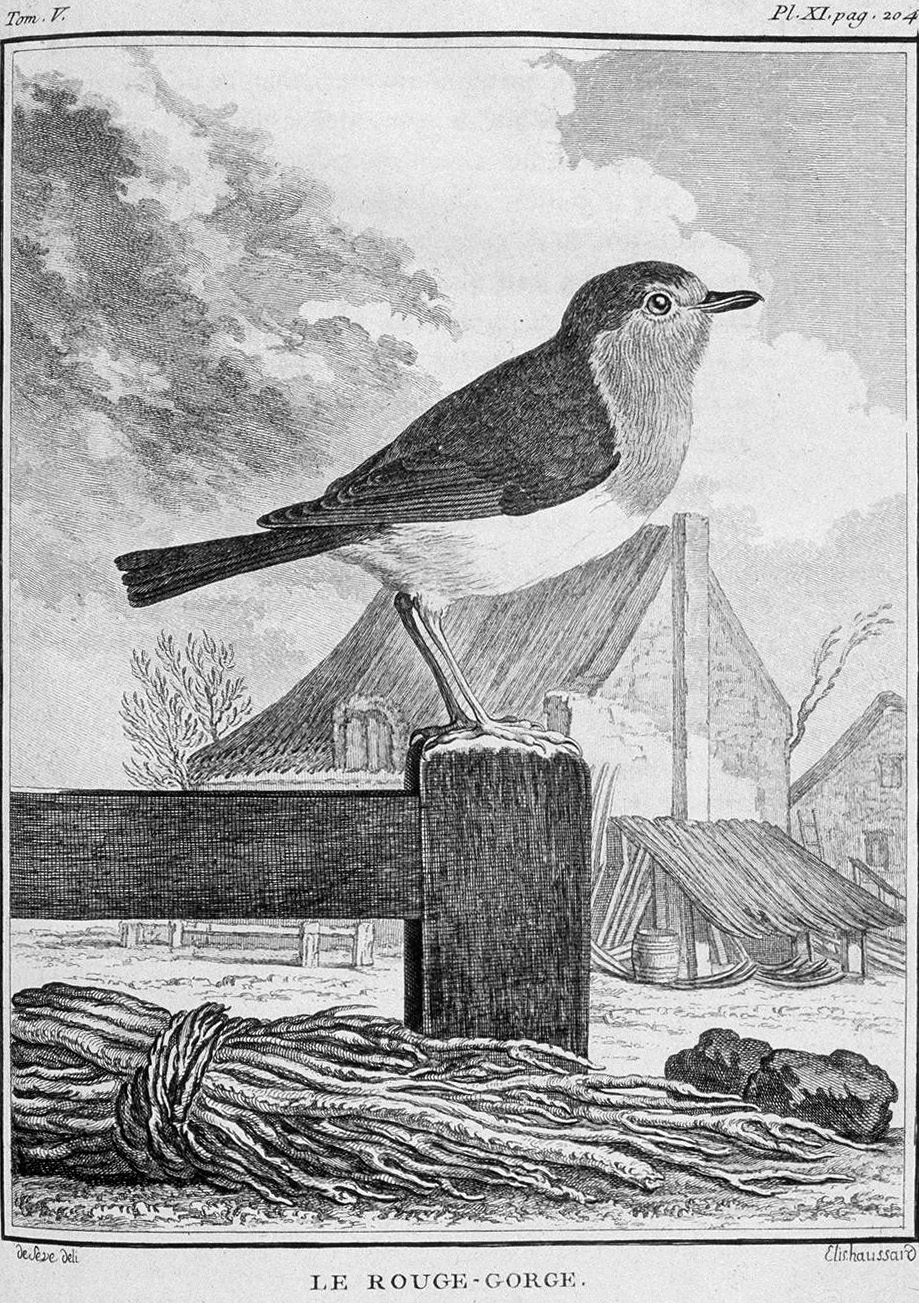
Rouge-gorge
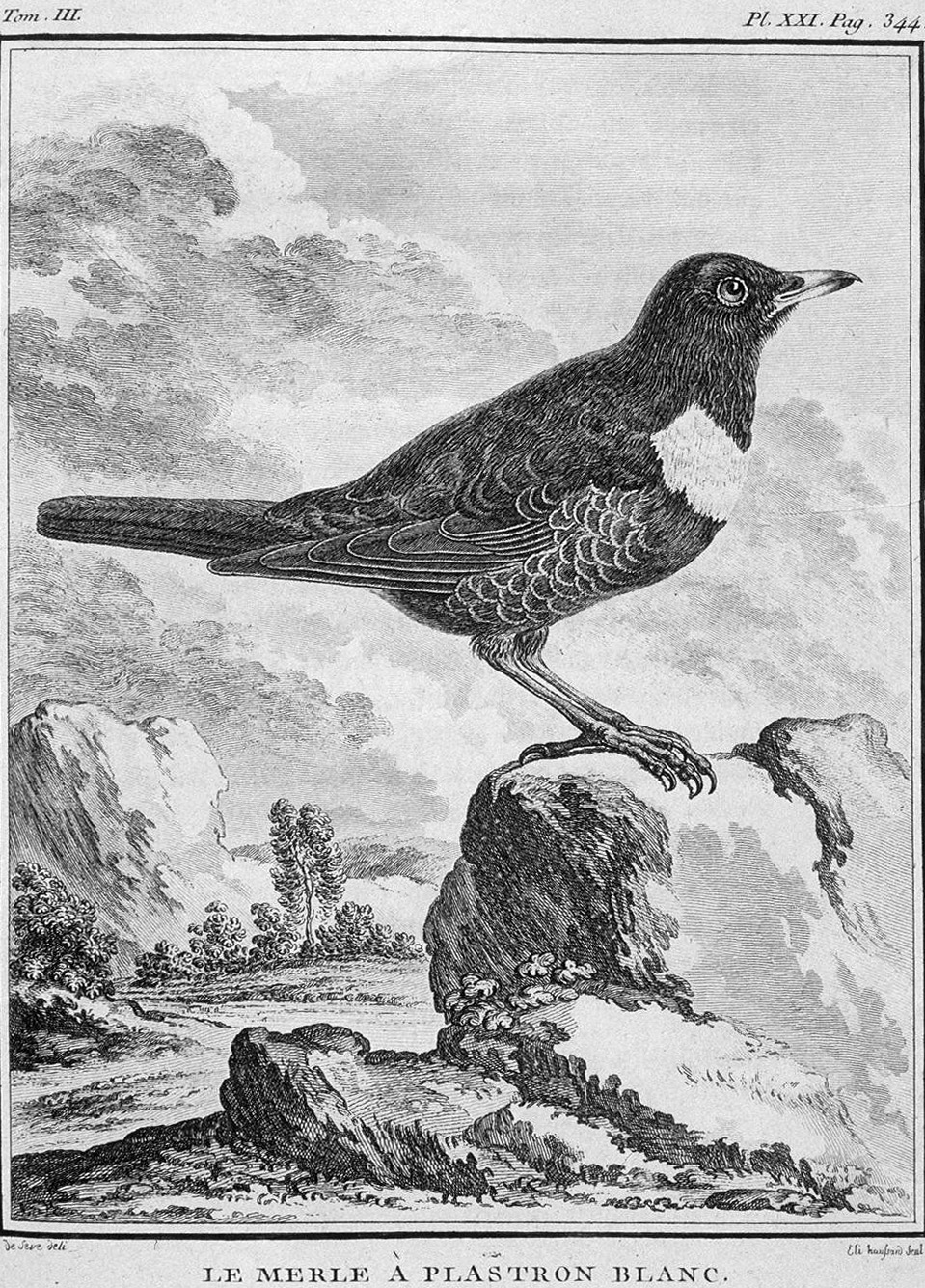
Merle à plastron blanc
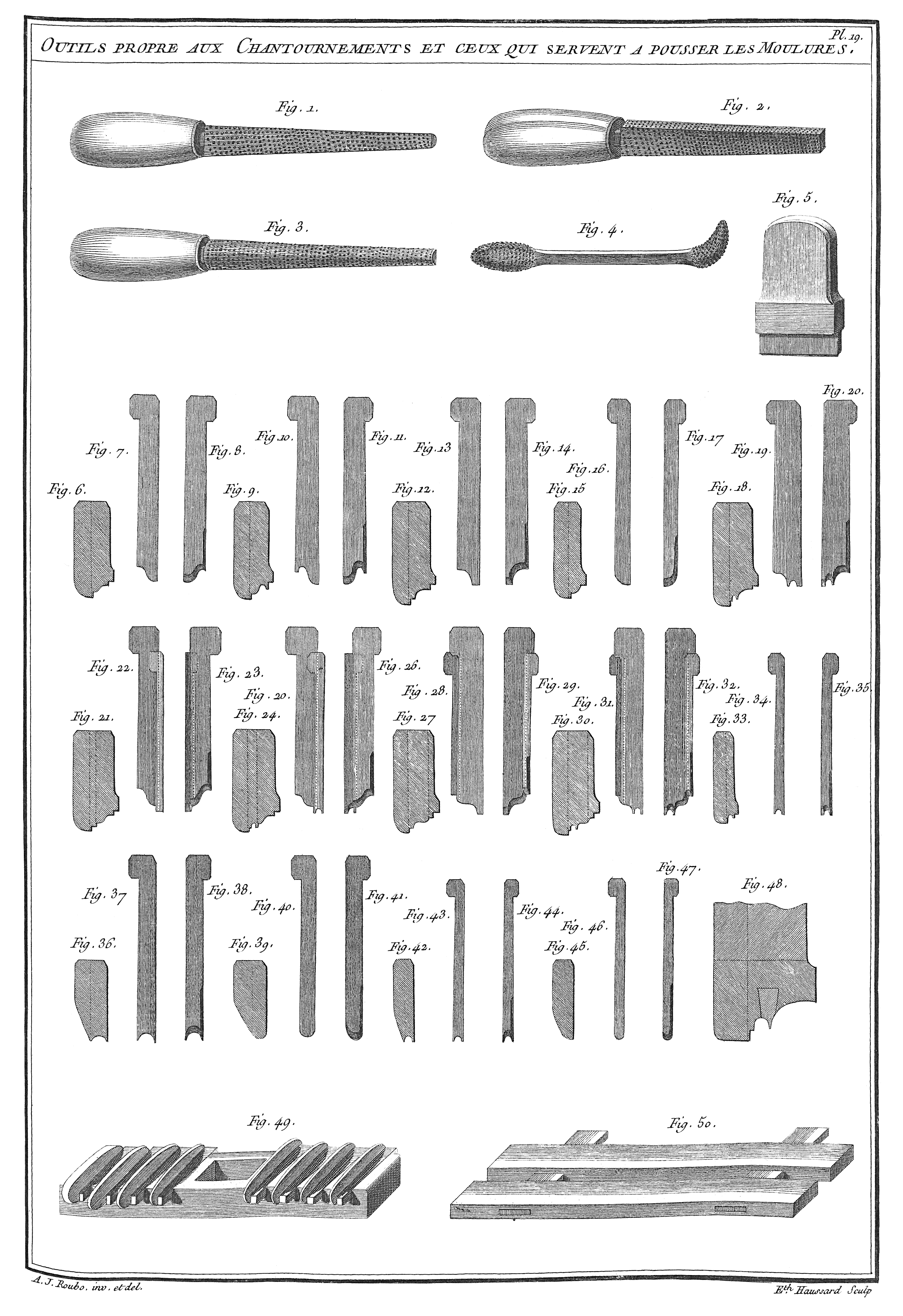
L'Art du Menuisier - A.-J. Roubo Planche 19 - Outils propre aux Chantournements et ceux qui servent à pousser les Moulures.
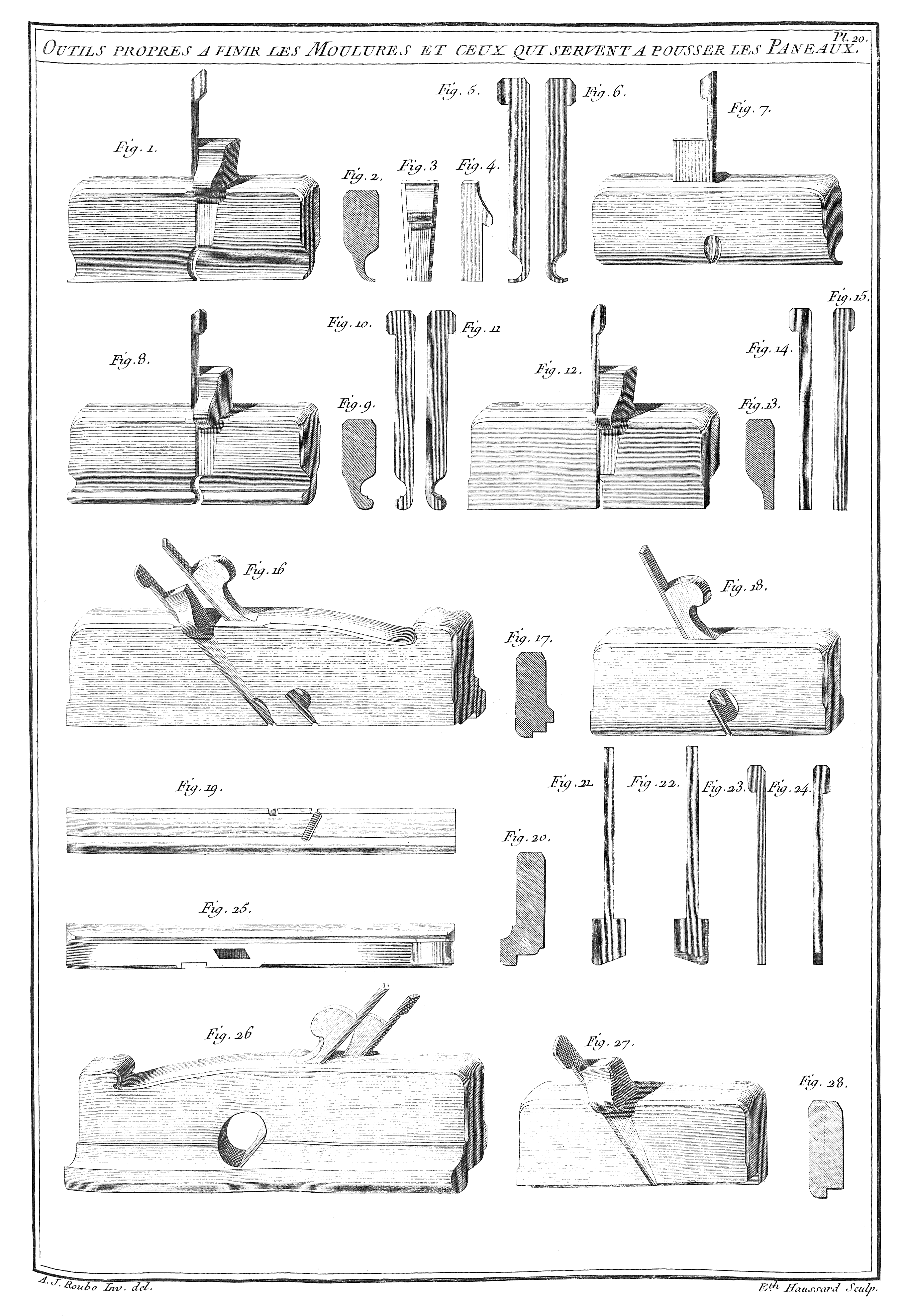
L'Art du Menuisier - A.-J. Roubo Planche 20 - Outils propres a finir les Moulures et ceux qui servent a pousser les Paneaux.

## Ouvrages illustrés
- Henri Louis Duhamel du Monceau, Description des Arts et Métiers : L'Art de la Draperie, Paris, Chez Saillant & Nyon, 1761, 150 p., avec quinze planches dont deux gravées par Élisabeth Haussard (lire en ligne).
- Henri Louis Duhamel du Monceau, Description des Arts et Métiers : L'Art du Serrurier, Paris, Chez Saillant & Nyon, 1767, 302 p., avec 42 planches dont cinq gravées par Élisabeth Haussard (lire en ligne).
- Jean Antoine Nollet, Description des Arts et Métiers : L'Art de faire les Chapeaux, Paris, Chez Saillant & Nyon, 1765, 94 p., avec six planches dont une gravée par Élisabeth Haussard (lire en ligne).
- André-Jacob Roubo, Description des Arts et Métiers : L'Art du Menuisier, Paris, Chez Saillant & Nyon, 1769-1775, 1312 p. (lire en ligne) avec 382 planches dont les planches 19 et 20 gravées par Élisabeth Haussard.
- Jean-Jacques Perret, Description des Arts et Métiers : L'Art du Coutelier, Paris, Saillant & Nyon, 1761, 239 p., avec 72 planches dont sept gravées par Élisabeth Haussard (lire en ligne).
- Planche pour : Bellin (Jacques-Nicolas). L'Hydrographie françoise, recueil de cartes marines... depuis 1737 jusqu'en 1772, Versailles, impr. du Dép. de la Marine, 1773, 1773.
- Sept planches pour : Perret (Jean-Jacques). L'Art du coutelier, S.l., 1771-1772, 1771.
- Le Pique-Bœuf, 1770.
- L'Etourneau, 1770.
- La Soulcie ; Le Grivelin, 1770.
- Le Merle à plastron blanc, 1770.
- Le Paon, 1770.
- Le Casse-noix, 1770.
- Planches pour : Buffon. Histoire naturelle des Oiseaux, Paris, Impr. Royale, 1770-1785, 1770.
- Quarante-six planches pour : Duhamel du Monceau. Traité général des pesches, S.l., 1769-1782, 1769.
- Deux planches pour : Roubo. L'Art du menuisier, 1769-1770, 1769.
- Cinq planches pour : Duhamel du Monceau. L'Art du serrurier, S.l., 1767, 1767.
- Planche pour : Nollet (Abbé Jean-Antoine). L'Art de faire les chapeaux..., S.l., 1765, 1765.
- Deux planches pour : Duhamel du Monceau. L'Art de la draperie, S.l., 1765, 1765.
- Le Lion, 1762.
- Le Grand gibbon, 1762.
- Le Cariacou, 1762.
- L'Once, 1762.
- Scrotum du macaque, 1762.
- Le Pinche, 1762.
- Le Sarigue femelle, 1762.
- Phalanger mâle, 1762.
- Le Serval, 1762.
- Cornes du guib, 1762.
- Le Fer à cheval, 1762.
- Squelette de la marmotte, 1762.
- La genette, 1762.
- Pattes et tête du chevrotin, 1762.
- Vulve du sarigue, 1762.
- L'Unau, 1762.
- Vulve du mococo, 1762.
- L'Ouistiti, 1762.
- Planches pour : Buffon. Histoire naturelle... éd. in-12, Tomes XVI, XXX, Paris, Impr. royale, 1762-1768, 1762.
- Le Sarigue male, 1762.
- Planches pour : Description des Arts et métiers... par l'Académie royale des Sciences, Paris, 1761 et ss, 1761.
- Veue de la Ville d'Edimbourg, 1757.
- Planches pour : Bellin (Jacques-Nicolas). Essai géographique sur les Iles Britanniques..., Paris, impr. de Didot, 1757-1758, 1757.
- Plymouth, 1757.
- Planches pour : Robert et Robert de Vaugondy. Atlas universel..., Paris, les auteurs, 1757, 1757.
- Planches pour : Prévost (Abbé). Histoire générale des voyages... Tome XIII-XV, Paris, Didot, 1756-1759, 1756.
- Plan du Palais et citadelle des Rois Incas..., 1756.
- Plan, Profil et Elévation des deux Pyramides de Quito, 1756.
- Tatou ou Armadille, Castor, 1756.
- Suite des Atours des Indiens, 1756.
- Différents Atours dont les Indiens se parent dans leurs Danses, 1756.
- Temple du Soleil à Cusco, 1756.